# 烟台时光塔
烟台时光塔是中国山东烟台市黄渤海开发区金沙滩海边的一座公共文化建筑，其造型如剖开的日晷。它由烟台业达城市发展集团投资、OPEN建筑事务所设计，李虎、黄文菁主持设计，2024年9月落成。
該建筑为高50米，底边为直径50米的正圆，建筑面积为4962平方米，配备有可放大海声的半穹窿剧场、图书馆、展览馆、咖啡厅等功能区域。